# Prix AEF
Les Prix AEF  sont décernés chaque année en Espagne depuis 2016 par l'Association espagnole des fondations - Ces Prix visent à reconnaître les valeurs ou les attitudes qui reflètent l'esprit du secteur fondationnel en tant que support pour résoudre les nécessités et les problèmes des citoyens en général.

## Modalités
Il existe trois catégories :
- Prix de l'initiative philanthropique ;
- Prix de la coopération ;
- Prix de l'innovation sociale;

Une 4ème trophée a été ajoutée à partir de la 3ème édition en 2018
- Prix de la transformation numérique.

Ces prix sont destinés à :
- reconnaître publiquement les initiatives philanthropiques personnelles au sein de la société ;
- mettre en évidence la coopération qui existe entre les fondations pour maximiser l'ampleur des projets et leur impact ;
- mettre en évidence la capacité de répondre efficacement à de nouveaux besoins sociaux non satisfaits ou d'introduire une innovation révolutionnaire en réponse à une demande déjà satisfaite.
- mettre en évidence les processus d'adaptation à la transformation numérique et l'impact positif apporté sur la gestion et le développement des projets et activités des fondations.

## Liste des gagnants
| Edition | Année | Prix de l'initiative philanthropique   | Prix de la coopération    | Prix de l'innovation sociale | Prix de la transformation numérique |
| ------- | ----- | -------------------------------------- | ------------------------- | ---------------------------- | ----------------------------------- |
| 1er     | 2016  | Guillaume Yves Marie Philibert Renault | Fondation Mutua Madrileña | Fondation Amigó              | n/a                                 |
| 2e      | 2017  | Amancio Ortega                         | Fondation Accenture       | Fondation Recover            | n/a                                 |
| 3e      | 2018  | Fondation Magdalena Moriche            | Fondation Biodiversidad   | Fondation Adsis              | Fondation Telefónica                |